# Одырне
Одырне (болг. Одърне) — село в Болгарии. Находится в Плевенской области, входит в общину Пордим. Население составляет 1 043 человека.

## Политическая ситуация
В местном кметстве Одырне, в состав которого входит Одырне, должность кмета (старосты) исполняет Сашо Асенов Григоров (Граждане за европейское развитие Болгарии (ГЕРБ)) по результатам выборов правления кметства.
Кмет (мэр) общины Пордим — Детелин Радославов Василев (независимый) по результатам выборов в правление общины.